# Frédéric Ier (grand-duc de Bade)
Pour les articles homonymes, voir Frédéric Ier.

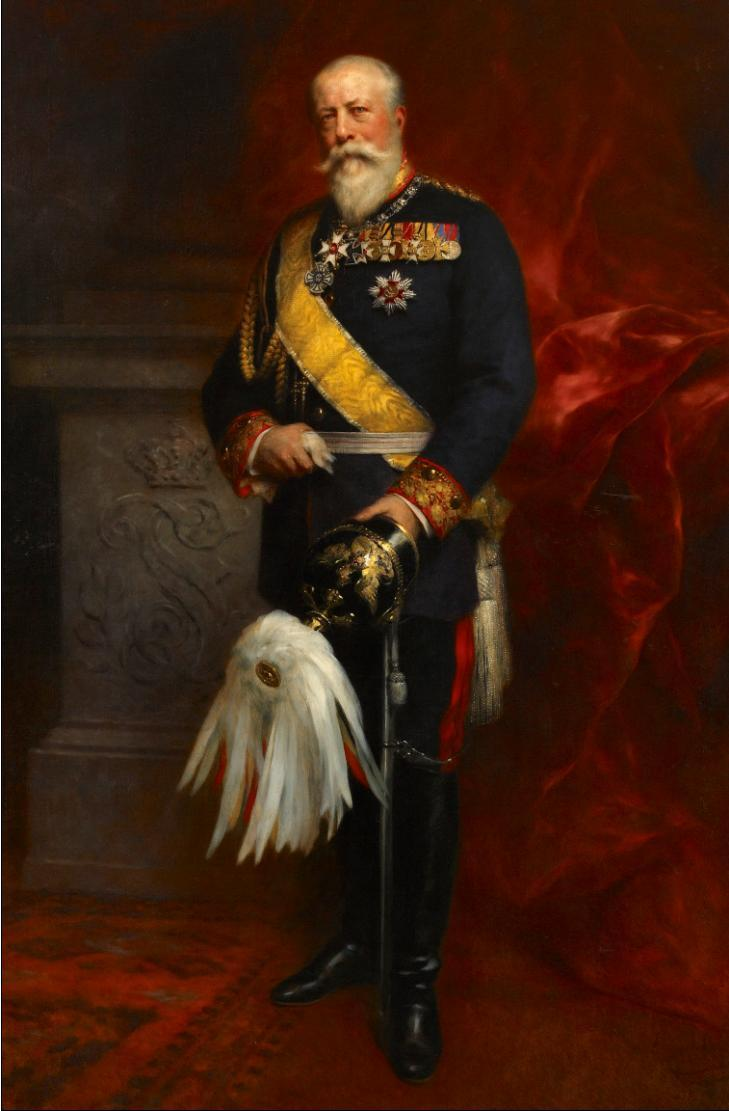
Portrait du grand-duc Frédéric de Bade par Ferdinand Keller (1900)

Frédéric Ier de Bade (en allemand : Friedrich I von Baden), né le 9 septembre 1826 à Karlsruhe et mort le 28 septembre 1907 sur l'île de Mainau, est grand-duc de Bade de 1858 à 1907.

## Famille
Il est le fils du grand-duc Léopold Ier et de Sophie de Suède (petite-fille de Charles-Louis de Bade, demi-frère aîné de Léopold Ier).
Frédéric Ier de Bade épouse en 1856 la princesse Louise de Prusse (1838 – 1923), nièce du roi de Prusse Frédéric-Guillaume IV et fille du prince de Prusse Guillaume (le futur Kaiser) et d'Augusta de Saxe-Weimar-Eisenach.
Trois enfants sont nés de cette union :
- Frédéric (1857 – 1928), qui lui succède, épouse en 1885 la princesse Hilda de Nassau, fille du grand-duc Adolphe Ier de Luxembourg ;
- Victoria (1862 – 1930), épouse en 1881 le roi de Suède Gustave V ;
- Louis (1865 – 1888).

## Biographie

### Un lourd passé
En 1787, le margrave Charles-Frédéric de Bade a contracté en secondes noces une union morganatique avec une demoiselle de quarante ans sa cadette, qu'il fait titrer par l'empereur comtesse de Hochberg. Les enfants issus de ce mariage, s'ils sont légitimes, ne sont pas dynastes au regard de la tradition germanique. Ils ont reçu le titre de leur mère, comtes et comtesses de Hochberg. Le margrave, que son alliance avec Napoléon Ier a fait grand-duc, est mort respecté de tous en 1811, laissant le trône à son unique petit-fils Charles-Frédéric de Bade, marié à une fille adoptive de l'empereur des Français, Stéphanie de Beauharnais, qui règne sous le nom de Charles II.
Ses deux fils étant décédés au berceau, le grand-duc Charles II, qu'une vie de débauche condamne à une fin précoce, décrète en 1817 avec l'accord de la Diète, que ses oncles, les comtes de Hochberg, à défaut de princes légitimes, seraient dynastes. Il meurt l'année suivante, et son oncle (et mauvais conseiller) lui succède sous le nom de Louis Ier. Il est le dernier des princes de Bade. Le nouveau grand-duc est débauché jusqu'à la perversion. C'est lui qui a initié son neveu à la vie désordonnée qui le perdit et met fin à sa dynastie ; des rumeurs prétendent qu'il a même été l'amant de sa belle-mère, la comtesse de Hochberg et qu'il est le véritable père de ses demi-frères. Il est possible que la comtesse le faisait chanter, ce qui explique qu'il ne se marie pas et que la dynastie légitime s'éteigne avec lui. Son demi-frère Léopold de Hochberg devait donc lui succéder sous le nom de Léopold Ier. Pour renforcer ses droits, on le marie prestement à une arrière-petite-fille du défunt et populaire grand-duc Charles Ier, la princesse Sophie de Suède. La mère de la princesse est une princesse de Bade, sœur aînée du feu grand-duc Charles II. Son mari, le roi Gustave IV de Suède, a été déposé en 1809. Reine en exil, elle ne peut refuser l'alliance avec les Hochberg. Ce faisant et malgré sa jeunesse, le fiancé est le grand-oncle de sa future femme. Les souhaits de l'ambitieuse veuve du grand-duc Charles Ier se réalisent. La future mariée, qui de princesse en exil devient princesse héritière, l'est tout autant. En 1830, le grand-duc Louis Ier meurt et Léopold de Hochberg, écrasé par les ambitions de sa mère et de son épouse, monte sur le trône de Bade.
La comtesse de Hochberg meurt dès 1832 mais sa famille, bien qu'elle ait accédé au trône grand-ducal de Bade, n'en est pas moins marquée par l'étrange affaire Kaspar Hauser qui meurt assassiné en 1833. La grande-duchesse Sophie est soupçonnée d'être l'instigatrice du meurtre.
Le grand-duc Léopold, qui refuse de régner, sombre dans l'alcoolisme. Il meurt en 1852. Son fils aîné et successeur Louis II sombre dans une folie caractérisée par la haine qu'il voue à sa mère. Frédéric, prince mélancolique, doit assurer la régence de 1852 à 1858, date du décès prématuré de son frère. Il devient alors grand-duc de Bade (1858). La grande-duchesse Sophie meurt en 1865.

### Règne

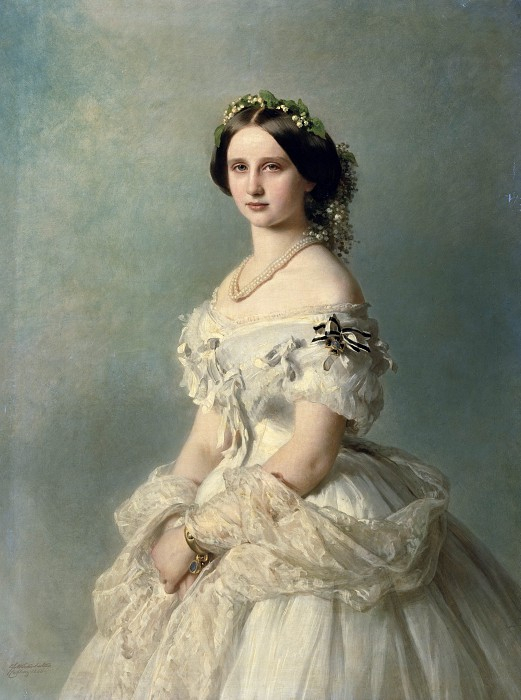
La grande-duchesse Louise

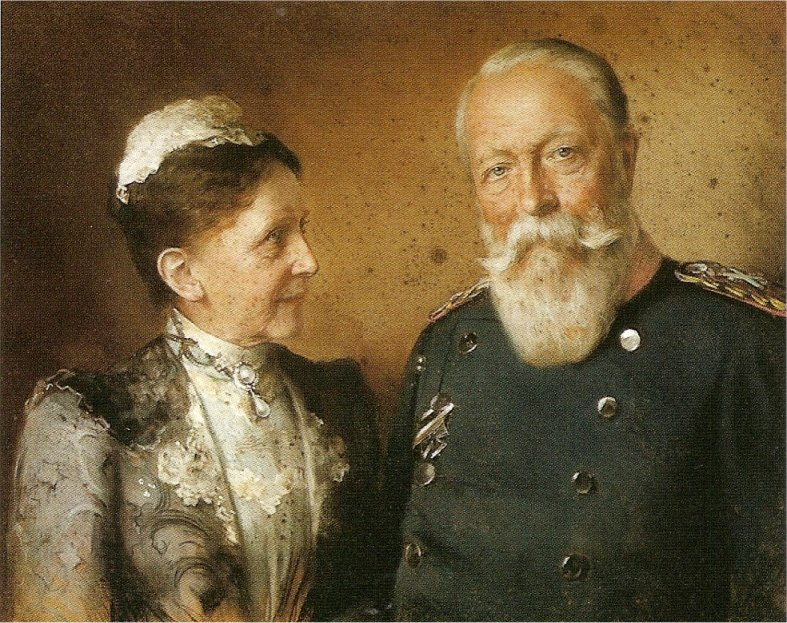
Le couple grand-ducal (1902)

En 1856, le grand-duc épouse la princesse Louise de Prusse, nièce du roi Frédéric-Guillaume IV. Cette union est nécessaire au roi de Prusse qui veut accroître son influence dans le sud de la Confédération germanique au détriment de l'empire d'Autriche (pour les mêmes raisons, Napoléon Ier avait marié cinquante ans plus tôt le grand-duc Charles II à sa fille adoptive Stéphanie de Beauharnais laquelle, décédée en 1860, estimait fort le grand-duc Frédéric).
Prince protestant, marié à une princesse de la maison de Hohenzollern, partisan d'une "Petite Allemagne", Frédéric Ier prend naturellement parti pour la Prusse contre l'Autriche en 1866 et participe également à la guerre contre la France en 1870.

Aussi lors de la proclamation de l'Empire allemand dans la Galerie des Glaces du château de Versailles le 18 janvier 1871, Frédéric Ier, gendre du nouvel empereur allemand Guillaume Ier, est-il personnellement présent.
Nonobstant, il est considéré par ses contemporains comme un défenseur de la monarchie constitutionnelle, opposé au conservatisme et à l'autoritarisme militariste prussien et politiquement proche de son beau-frère, le prince héritier Frédéric-Guillaume.
Sa politique religieuse, développée dès les années 1860, inspire le Kulturkampf du chancelier Bismarck.
L'année 1888 est une année de deuil. Au cours du premier semestre, le grand-duc perd successivement son fils cadet, le prince Louis-Guillaume, son beau-père le Kaiser Guillaume Ier et son beau-frère, le libéral Frédéric III qui meurt avant d'avoir pu pendre les mesures nécessaires à la démocratisation de l'Allemagne.
Durant le règne, le mariage civil est adopté dans le grand-duché de Bade ainsi que les élections directes à la chambre du parlement badois (1904).
Frédéric Ier de Bade meurt en 1907, à l'âge de 81 ans, dans sa résidence d'été située sur l'île de Mainau. Aujourd'hui Mainau est la propriété des héritiers du prince Lennart Bernadotte, l'arrière-petit-fils du grand-duc Fréderic Ier qui est lui aussi décédé sur l'île en 2004.

Frédéric Ier de Bade est issu de la quatrième branche de la maison de Bade, elle-même issue de la première branche de la maison ducale de Bade ; il appartient à la lignée de Bade-Durlach dite ligne Ernestine fondée par Ernest de Bade-Durlach. Cette lignée toujours existante est actuellement représentée par le prince Maximilien de Bade.

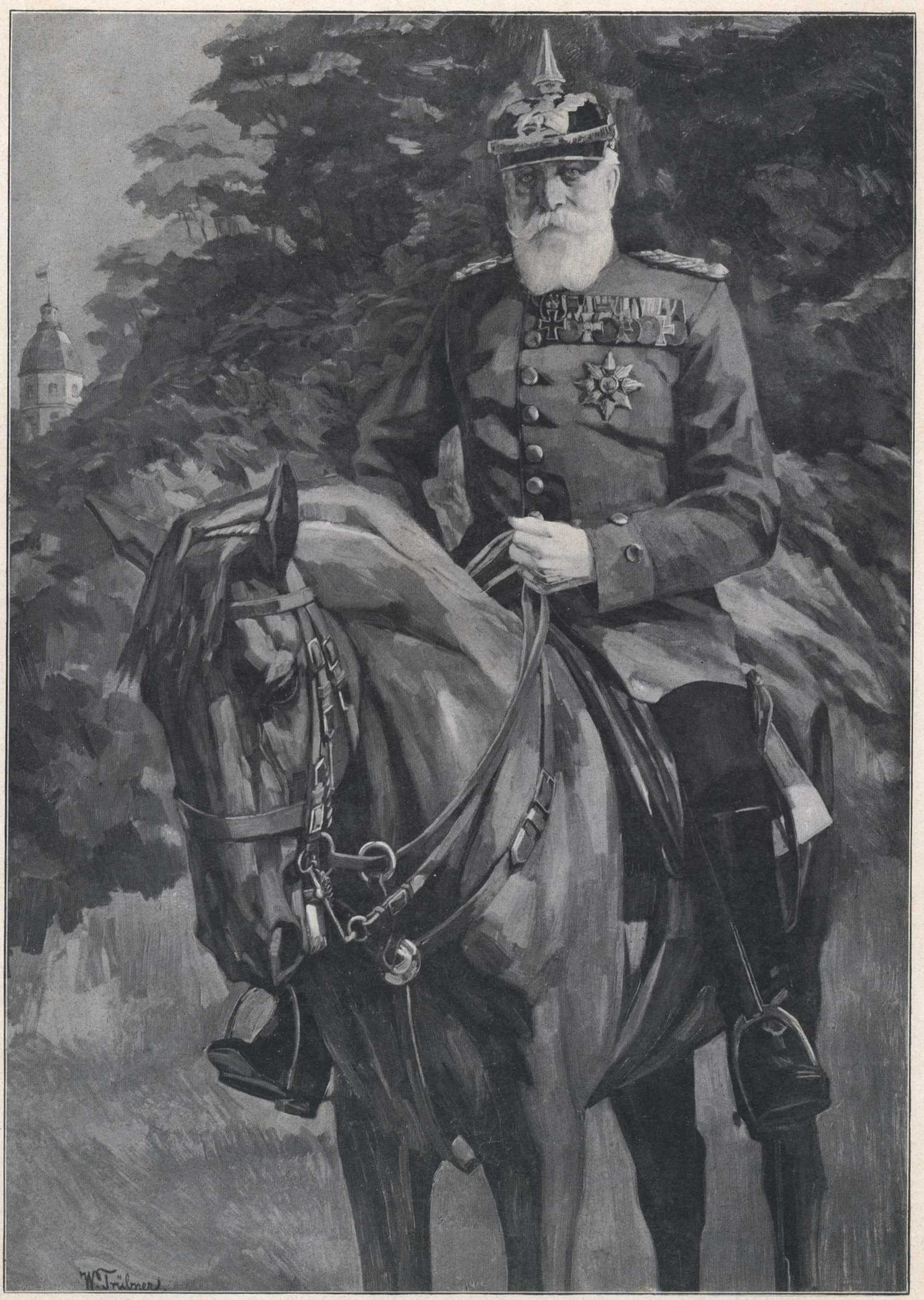
Portrait à cheval du grand-duc Frédéric Ier par Wilhelm Trübner (1905)